# Conceição Lino
Conceição Lino (Alverca do Ribatejo, 4 de Junho de 1965) é uma jornalista e apresentadora de televisão portuguesa.

## Carreira
Fez o curso de Comunicação Social. Trabalhou na Rádio Mais e Rádio Minuto.
Em 1989 estreou-se em televisão num programa da autoria de Pedro Varanda de Castro, o concurso da RTP chamado "Chegar, Apostar e Vencer", que apresentou ao lado de Rui Mendes.
Entrou no início da SIC, em 1992, para fazer um projecto na área da programação com Júlia Pinheiro. A proposta era um diário de tarde mas não se concretizou tendo ficado na redacção até 1994. Na Rádio Comercial apresentou o programa "Os Bons Rapazes" com  outras colegas da SIC.
Na SIC apresentou as notícias das 16 horas e a partir de Janeiro de 1995 começou a apresentar o programa "Praça Pública", com Paulo Varanda.
Apresentou depois o programa "Casos de Polícia" conjuntamente com Carlos Narciso. Passando depois a coordenar e a apresentar o mesmo programa até Dezembro de 1999.
Após a licença de parto da segunda filha começou por coordenar o noticiário de fim-de-semana durante um ano e meio. Em 2002 e 2003 apresentou o programa "Hora Extra", programa semanal de informação. Depois fez o programa "O País em Directo" e a edição do jornal do meio-dia da SIC Notícias.
Em 2007 foi convidada por Diogo Infante para cantar jazz no Teatro Maria Matos.
"Nós por Cá" começou por ser uma rubrica no "Jornal da Noite" de domingo. Também apresentou a rubrica "A Primeira Pessoa", a partir de Abril de 2007, num dos dias do Jornal da Noite.
Em Janeiro de 2009, Nós Por Cá passa a programa autónomo nos fins de tarde. Em Setembro de 2010 passa a apresentar o programa Boa Tarde na SIC, que terminou em 2014. Regressou à televisão com o programa E Se Fosse Consigo?, em Abril de 2016. Atualmente apresenta a nova temporada do programa, estreada em Setembro de 2017 e que foi líder de audiências na estreia.

## Programas

### RTP
- 1989-1990 - Chegar, Apostar e Vencer (apresentadora ao lado de Rui Mendes)

### SIC
| Ano             | Programa                                    | Obs.                                      | Canal              |
| --------------- | ------------------------------------------- | ----------------------------------------- | ------------------ |
| 1995            | Praça Pública                               | Apresentadora                             | SIC                |
| 1996-1999       | Último Jornal                               | Apresentadora                             | SIC                |
| 1997 - 1999     | Casos de Polícia                            | Apresentadora                             | SIC                |
| 2002 - 2003     | Hora Extra                                  | Apresentadora                             | SIC                |
| 2003            | O País em Directo                           | Apresentadora                             | SIC                |
| 2003            | Jornal do Meio-Dia                          | Apresentadora                             | SIC Notícias       |
| 2004            | Cerimónia do Casamento de Felipe de Espanha | Apresentadora                             | SIC                |
| 2004 - 2011     | Jornal da Noite                             | Apresentadora                             | SIC                |
| 2007 - 2008     | Jornal da Noite - A Primeira Pessoa         | Apresentadora                             | SIC                |
| 2008 - 2010     | Nós Por Cá                                  | Apresentadora                             | SIC                |
| 2010 - 2014     | Boa Tarde                                   | Apresentadora                             | SIC                |
| 2011            | Portugal Tem Talento                        | Jurada                                    | SIC                |
| 2016            | E Se Fosse Consigo? - 1.ª Temporada         | Apresentadora                             | SIC                |
| 2017            | E Se Fosse Consigo? - 2.ª Temporada         | Apresentadora                             | SIC                |
| 2019            | E Se Fosse Consigo? - 3.ª Temporada         | Apresentadora                             | SIC                |
| 2020            | 15 - 25                                     | Apresentadora                             | SIC                |
| 2021            | Essencial - 1.ª Temporada                   | Apresentadora                             | SIC                |
| 2021            | Essencial - 2.ª Temporada                   | Apresentadora                             | SIC                |
| 2022            | Essencial - 3.ª Temporada                   | Apresentadora                             | SIC                |
| 2023            | Essencial - 4.ª Temporada                   | Apresentadora                             | SIC                |
| 2023            | Jornada Mundial da Juventude de 2023        | Apresentadora                             | SIC / SIC Notícias |
| 2024            | A Máscara - 4.ª Temporada                   | Concorrente, disfarçada de cavalo-marinho | SIC                |
| 2024            | Essencial - 5.ª Temporada                   | Apresentadora                             | SIC                |
| 2025 - presente | Essencial - 6.ª Temporada                   | Apresentadora                             | SIC                |

## Prémios
Troféus de Televisão TV 7 Dias/Impala
| Ano  | Prémio                     | Resultado |
| ---- | -------------------------- | --------- |
| 2020 | Melhor Jornalista/Repórter | Venceu    |

- Referências

1. ↑  «Conceição Lino vai apresentar novo programa nas tardes da SIC». Revista Caras. Consultado em 14 de janeiro de 2011. Arquivado do original em 19 de agosto de 2010
2. ↑  «Parto em directo no programa de Conceição Lino causa polémica». Destak. 15 de setembro de 2010. Consultado em 14 de janeiro de 2011
3. ↑  On Line 24 H. «Conceição Lino». Online24.pt. Consultado em 14 de janeiro de 2011
4. ↑  «TROFÉUS IMPALA DE TELEVISÃO 2020». VIP. 14 de outubro de 2020. Consultado em 6 de maio de 2025